# Cinthia Labaronne
 (octobre 2009).
Si vous disposez d'ouvrages ou d'articles de référence ou si vous connaissez des sites web de qualité traitant du thème abordé ici, merci de compléter l'article en donnant les références utiles à sa vérifiabilité et en les liant à la section « Notes et références ».
Pour les articles homonymes, voir Labaronne.
Cinthia Labaronne, née à Buenos Aires, est une danseuse argentine.

## Biographie
Cinthia Labaronne est formée au Teatro Colón à Buenos Aires. Elle obtient en 1990 le prix Révélation au concours de Varna. Elle entre alors au Ballet argentino Julio Bocca puis participe en 1991 à la tournée « Noureev Farrewell Tour » en Australie. Elle intègre le corps du Jeune Ballet de France en 1993 puis devient soliste du Ballet du Teatro Colón l'année suivante. Au sein de cette compagnie, Pierre Lacotte lui confie le rôle principal de La Sylphide avec Maximiliano Guerra. 
En 1995, Pierre Lacotte la recrute comme danseuse principale du Ballet national de Nancy tout en continuant à se produire comme danseuse invitée du Teatro Colón notamment pour Le Casse-Noisette de Rudolf Noureev.
Elle intègre le Ballet national de Marseille en 2001 avec lequel elle a interprété de nombreuses œuvres, dont Capriccio, Apollon musagète, Concerto Barocco et Who Cares de George Balanchine, Vita, Ni Dieu ni maître et Fleurs d'automne de Marie-Claude Pietragalla, Giselle de Marius Petipa, Conservatoire d'Antoine Bournonville, Le Sacre du printemps de Stephen Petronio, En Sol de Jerome Robbins, Sextet de Thierry Malandain et La Cité radieuse et Metapolis II de Frédéric Flamand.
Elle a également travaillé avec Richard Wherlock, Norbert Schmucki, Nacho Duato, Julien Lestel, Michel Kelemenis, Annabelle Lopez Ochoa, et Lucinda Childs ; elle a dansé les chorégraphies de Rudolf Noureev, Natalia Makarova, Pierre Lacotte, Michel Fokine, Oscar Araiz, Jiří Kylián et Maryse Delente.